# Állattani Múzeum (Kolozsvár)
A kolozsvári Állattani Múzeum a Babeș–Bolyai Tudományegyetem múzeuma; a gyűjtemény nagyságát és tudományos értékét tekintve Románia második ilyen jellegű múzeuma a bukaresti Grigore Antipa Múzeum után. Az intézmény a Mikó utcában, a Mikó-kertben található.

## Története
A múzeum alapját az 1859-ben alapított Erdélyi Nemzeti Múzeum állattani gyűjteménye képezi, amelyet kezdetben a Mikó Imre által az Erdélyi Múzeum-Egyesületnek ajándékozott villában helyeztek el. Az adományok és kész gyűjtemények megvásárlása mellett az 1860-as években a saját gyűjtés is elkezdődött.
1872-ben a Kolozsvári Tudományegyetem megalapításakor az Erdélyi Múzeum-Egyesület évi 5000 forint ellenében bérbe adta a magyar államnak a gyűjteményeit, amelyeknek a további bővítését is vállalta. Az állam feladata volt a gyűjteményeket gondozó személyzet, valamint az épületek üzemeltetésének finanszírozása, de emellett szintén vállalta a gyűjtemények gyarapítását. Egy 1874. decemberi feljegyzés arról tanúskodik, hogy az épület már szűkösnek bizonyult a gyűjtemények elhelyezésére. Az egyetemi állattani és összehasonlító bonctani intézet és gyűjteménytár első igazgatója Entz Géza volt, a tisztséget 1873-ban Apáthy István vette át. Az átadáskor a gyűjtemény 17 159 darabból állt, és 1900-ra már több mint 100 000 darabot számlált; a gyarapodást csak a hely szűkössége akadályozta.
A múzeum új épülete, amelyben az egyetem állattani intézete is helyet kapott, 1907–1908-ban épült fel a Mikó-villa mögött, és 1909. május 18-án Apponyi Albert vallás és közoktatásügyi miniszter avatta fel. Az épület és az intézet létrejöttét Apáthy István már korábban szorgalmazta, de csak rektori tisztsége idején sikerült megvalósítania. A nápolyi zoológiai állomás által ihletett épület megépítésekor egyike volt Európa legmodernebb intézeteinek. A tengeri lények tartására szolgáló akváriumokba a tengervizet kéthetente vonattal hozatták Fiuméből. Az építkezés költsége 600 000 korona volt.
Az állattár európai hírnevét jellemzi, hogy berlini és párizsi szakemberek ide küldtek anyagokat meghatározásra és további feldolgozásra. Apáthy igazgatósága idején számos szövettani metszetet készített tanársegédével, Bálint Sándorral együtt, értékes gyűjteményeket vásároltak (például a Bielz-féle csigagyűjteményt, Clement Róbert tízezer darabos gyűjteményét az Előpatak környéki faunáról, Schwab Frigyes tízezer darabos bogárgyűjteményét, Nécsey István festőművész ötezer darabos lepkegyűjteményét), és saját gyűjtéssel is bővítették az állományt.
Az első világháború végén, 1919. május 12-én a román hatóságok átvették az egyetemet és vele együtt a gyűjteményeket is. Az Erdélyi Múzeum-Egylet álláspontja szerint a magyar állammal kötött bérleti szerződés a Ferenc József Tudományegyetem Szegedre költözésével hatályát vesztette, a román állam azonban nem vette figyelembe az egyesület tulajdonjogát. A román hatalomátvétel után a működésében erősen korlátozott egyesület sorozatos tárgyalásokat folytatott az állammal, és felajánlotta, hogy anyagi kártalanítás fejében átadja egyes gyűjtemények, köztük az állattár tulajdonjogát, de a szerződés végül nem jött létre.
A két világháború közötti években az állattani intézet és múzeum igazgatója Ioan A. Scriban zoológus volt. Az 1934/35-ös tanévben a múzeum épületét (amelyben időközben a szpeleológiai intézet is helyet kapott), felújították és egy emelettel bővítették.
A világháborúk során a gyűjtemény dokumentációja elpusztult.
1950-ben az Erdélyi Múzeum-Egyesület megszűnésekor felkérte a Magyar Népi Szövetséget és a Bolyai Tudományegyetemet, hogy „a volt Erdélyi Múzeum-Egyesület egykori tulajdonát képező tudományos gyűjtemények sorsának elrendezése rendjén a Román Népi Köztársaság magyar tudományosságának érdekeit képviseljék, mint arra hivatottak,” a felkért intézményeknek azonban erre nem volt módjuk.
Az épület előtt 1957-ben Emil Racoviță román barlangkutató  és biológus, 2000-ben René Jeannel francia zoológus és barlangkutató mellszobrát állították fel.
2015-ben elkezdték az épület átfogó felújítását, ezen belül új villanyhálózatot szereltek be, javították a megvilágítást, helyreállították a padlót és az ablakokat, és tűzvédelmi érzékelőket állítottak fel. A 19. századi bútorzat megmaradt. A múzeum két és fél évig zárva tartott, majd 2018-tól ismét fogadta a látogatókat.
2020-ban a múzeum állománya Marg-Wladimir Manoliu amatőr entomológus több ezer darabos hagyatékával bővült.

## Gyűjteményei

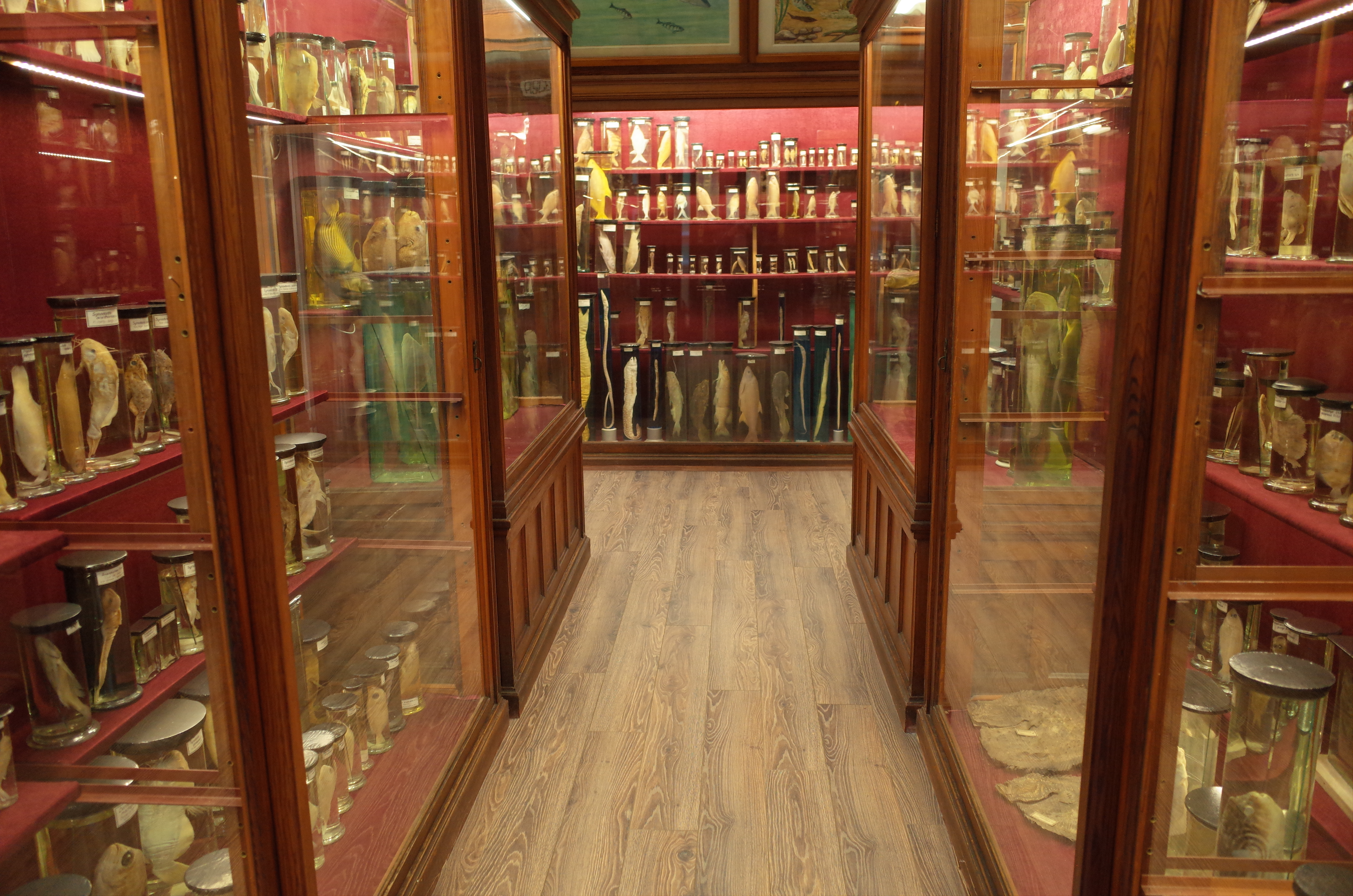

Egy 1933-ból származó leírás szerint az első teremben szivacsokat, véglényeket, tüskésbőrűeket, rákféléket, békaféléket, hüllőket és csontvázakat állítottak ki, a másodikban madarakat biológiai környezetük szerinti csoportokban, a harmadikban pedig puhatestűeket, rovarokat, madarakat, tojásokat és emlősöket.
Napjainkban a kiállított anyagokat elsősorban fejlődéstörténeti szempontok szerint rendezték el. Az állandó kiállítás három terme közül az elsőben az állati egysejtűek, spongyák, űrbelűek, hernyók, férgek, puhatestűek, rákfélék, rovarok és tüskésbőrűek találhatóak, valamint a gerincesek elődei, illetve halak, kétéltűek és hüllők. A második teremben vannak a madarak és emlősök. A két helyiség között van a diorámák terme. A madarak között számos ritka példány is található, mint például szakállas saskeselyű (Gypaetus barbatus), barátkeselyű (Aegypius monachus) és fakó keselyű (Gyps fulvus), amelyek már nem élnek Romániában, valamint galléros túzok (Chlamydotis undulata), talpastyúk (Syrrhaptes paradoxus), fehérkarmú vércse (Falco naumanni) és vörös kánya (Milvus milvus).
A múzeumban található Franzenau József lepkegyűjteménye (ez Romániában a legrégebbi lepkegyűjtemény, 1850 körüli), Herman Ottó egyenesszárnyúak gyűjteménye (1864–1871), Herman Ottó pókgyűjteménye (1864–1871), René Jeannel lepkegyűjteménye (1920–1925), illetve Péterfi István lepkegyűjteménye.
Az épület alagsorában található a Vivarium nevű miniállatkert, ahol mintegy hatvanféle hüllő, hal, kisméretű emlős és madár látható.
A múzeum elsősorban az egyetemi hallgatók számára biztosítja a szemléltető anyagokat, de a nagyközönség által is látogatható.